# Datowanie metodą porównawczą
Datowanie metodą porównawczą – metoda datowania względnego. Polega na wyszukiwaniu analogii wydatowanych bezwzględnie do zabytku, którego wiek chcemy określić. Metoda ta w szczególności sprawdza się w datowaniu dzieł sztuki, gdzie kryterium datującym jest sposób przedstawiania lub rodzaje ornamentów.